# Olle Forsell Schefvert
Olle Forsell Schefvert (* 13. August 1993 in Halmstad) ist ein schwedischer Handballspieler, der in der Bundesliga für die MT Melsungen aufläuft.

## Karriere

### Verein
Der 1,96 Meter große Rückraumspieler spielte in der Jugend beim schwedischen Verein HF Kroppskultur sowie beim griechischen Verein Anagenisi. 2007 schloss er sich IK Sävehof an. Mit der Juniorenmannschaft wurde er im März 2012 schwedischer Juniorenmeister. Im Oktober 2012 debütierte er für IK Sävehof in der ersten schwedischen Liga sowie in der EHF Champions League. Mit Sävehof gewann er 2014 den EHF Challenge Cup. Im Sommer 2017 wechselte Schefvert als Nachfolger für Philipp Weber zur HSG Wetzlar in die deutsche Bundesliga.
Nach fünf Jahren verließ er Wetzlar im Sommer 2022 und wechselte zum Ligakonkurrenten Rhein-Neckar Löwen, wo er einen Dreijahresvertrag unterschrieb. Schefvert spielte in der Abwehr eine wichtige Rolle im Innenblock und leitete auf der Rückraum Mitte-Position die schnellen Angriffe der Löwen in der ersten und zweiten Welle ein. Höhepunkt dieser Saison war der Gewinn des DHB-Pokals 2022/23 im April 2023 mit einem 36:34-Sieg nach Verlängerung und Siebenmeterwerfen gegen den SC Magdeburg. Sein Treffer als zweiter Spieler im Siebenmeterwerfen war der erste Siebenmeter überhaupt in einem Profispiel. In der Saison 2023/24 erreichte Schefvert mit den Rhein-Neckar Löwen den dritten Platz in der EHF European League beim Final-Four-Turnier in Hamburg.
Zur Saison 2025/26 wechselte er zur MT Melsungen.

### Nationalmannschaft
Schefvert gewann mit Schweden die Goldmedaille bei der U21-Weltmeisterschaft in Bosnien und Herzegowina. Im Januar 2023 debütierte er beim Vorbereitungsspiel gegen Serbien in der schwedischen A-Nationalmannschaft und erreichte mit dem Team bei der folgenden Heim-Weltmeisterschaft in Schweden und Polen den vierten Platz. Bei der Weltmeisterschaft 2025 warf er drei Tore in sechs Spielen und belegte mit dem Team den 14. Platz.

## Sonstiges
Olle Forsell Schefvert wurde in Halmstad als Sohn der erfolgreichen Handballspielerin Britt Forsell und des erfolgreichen Handballspielers und -trainers Ulf Schefvert geboren. Sein zwei Jahre älterer Bruder Eric gewann mit IK Sävehof 2010 bis 2012 dreimal die schwedische Meisterschaft und 2014 mit Olle zusammen den EHF Challenge Cup 2014. Auch sein jüngerer Bruder Anders spielt Handball.
Forsell Schefvert ist verheiratet und hat zwei Töchter.

## Erfolge
- 2012: Schwedischer Juniorenmeister mit IK Sävehof
- 2013: U21-Weltmeister mit der schwedischen U21-Junioren-Nationalmannschaft
- 2014: EHF Challenge Cup Sieger mit IK Sävehof
- 2023: DHB-Pokal mit den Rhein-Neckar Löwen

## Saisonbilanzen
| Saison  | Liga                | Verein             | Spiele | Tore | 7-Meter | Feldtore |
| ------- | ------------------- | ------------------ | ------ | ---- | ------- | -------- |
| 2013/14 | Handbollsligan      | IK Sävehof         | 024    | 037  | 0       | 037      |
| 2014/15 | Handbollsligan      | IK Sävehof         | 016    | 013  | 0       | 013      |
| 2015/16 | Handbollsligan      | IK Sävehof         | 030    | 112  | 0       | 112      |
| 2016/17 | Handbollsligan      | IK Sävehof         | 032    | 137  | 0       | 137      |
| gesamt  | gesamt              | Handbollsligan     | 102    | 299  | 0       | 299      |
| 2017/18 | Handball-Bundesliga | HSG Wetzlar        | 034    | 046  | 0       | 046      |
| 2018/19 | Handball-Bundesliga | HSG Wetzlar        | 034    | 080  | 0       | 080      |
| 2019/20 | Handball-Bundesliga | HSG Wetzlar        | 027    | 087  | 0       | 087      |
| 2020/21 | Handball-Bundesliga | HSG Wetzlar        | 024    | 066  | 0       | 066      |
| 2021/22 | Handball-Bundesliga | HSG Wetzlar        | 032    | 089  | 0       | 089      |
| 2022/23 | Handball-Bundesliga | Rhein-Neckar Löwen | 032    | 071  | 0       | 071      |
| 2023/24 | Handball-Bundesliga | Rhein-Neckar Löwen | 029    | 054  | 8       | 046      |
| 2024/25 | Handball-Bundesliga | Rhein-Neckar Löwen | 033    | 091  | 0       | 091      |
| gesamt  | gesamt              | Bundesliga         | 245    | 584  | 8       | 576      |

Quellen: 
- Spielerprofil der Handbollsligan abgerufen am 29. August 2024
- Spielerprofil der Bundesliga[7]